# Franc Hrastelj
Franc Hrastelj, slovenski duhovnik in publicist, * 3. november 1894, Zagorje ob Savi, † 20. december 1981, Maribor.
Rodil se je v kmečki družini očetu Jakobu in materi Tereziji (rojena Petek). Po šolanju v škofovih zavodih v Šentvidu nad Ljubljano se je vpisal na mariborsko bogoslovje in bil 1917 posvečen v duhovnika. V letih 1917–1918 je bil semeniški duhovnik, nato šest let kaplan v Dobrni, 1924 je za dve leti prevzel službo kornega vikarja v mariborski stolnici in 1925 še mesto urednika pri katoliškem tiskarskem društvu v Mariboru. V letih 1926–1932 je bil sodelavec pri vodstvu Tiskarne sv. Cirila, 1932 pa je postal njen ravnatelj. Bil je tajnik Slovenskega pevskega društva Maribor ves čas njegovega obstoja. 
Bil je poslanec Mariborske oblasti. Decembra 1927 je bil na kandidatni listi SLS na mariborskih občinskih volitvah izvoljen za občinskega svetnika. Pomembno je sooblikoval mariborsko občinsko politiko med obema svetovnima vojnama. V drugi polovici tridesetih letih je bil finančni referent mariborske mestne občine in načelnik ravnateljstva Mestnih podjetij. Bil je član upravnega odbora in nekaj časa tudi predsednik ravnateljstva mariborske Mestne hranilnice. Bil je član vodstva mariborske mestne organizacije JRZ. 
Ob nastopu okupacije 1941 je bil interniran v koncentracijskem taborišču Dachau, vendar je uspel preživeti. Po koncu vojne ga je po vrnitvi v domovino nova oblast brez obtožnice zaprla za dva meseca. Nato je bil zaprt še dvakrat: 1946 za deset dni in 1948–1949 za skoraj tri mesece. Vmes se je za kratek čas ponovno zaposlil v Tiskarni sv. Cirila, postal duhovni pomočnik pri Sv. Marjeti ob Pesnici in pri Sv. Rešnjem telesu v Mariboru, 1947 pa rektor cerkve sv. Alojzija v Mariboru in konzistorialni svetnik. Leta 1957 je postal stolni kanonik in prodekan dekanije Maribor, 1964 monsinjor, 1966 stolni dekan in 1968 prelat. Pomembno je sodeloval v prizadevanjih za Slomškovo beatifikacijo. Med drugim je bil tudi sodelavec Slovenskega biografskega leksikona. 